# Górny Palatynat
Górny Palatynat (niem. Oberpfalz) – kraina historyczna w południowych Niemczech, współcześnie okręg (niem. Bezirk) oraz rejencja w kraju związkowym Bawaria. Stolicą Górnego Palatynatu jest Ratyzbona, a inne większe miasta to Weiden in der Oberpfalz i Amberg. Przez Górny Palatynat przepływa rzeka Regen. Znajdują się tutaj również Las Bawarski (Bayerischer Wald) i Las Czeski (Oberpfälzer Wald).
W 869 roku zapisano pierwszą wzmiankę o żyjących na tym terenie Słowianach, których określono jako NaabWenden (Słowianie znad rzeki Naab). Następnie we wzmiance z 896 roku wspomniano o wolnych Słowianach żyjących koło Posing. Jeszcze w źródłach XIII-wiecznych wspomina się o żupanach mieszkających w północnej Bawarii.

## Podział administracyjny
Rejencja Górny Palatynat dzieli się na:
- trzy regiony planowania (Planungsregion)
- trzy miasta na prawach powiatu (Stadtkreis)
- siedem powiatów ziemskich (Landkreis)

Regiony planowania:
| Lp. | Nazwa regionu planowania | Ludność (31.12.2010) | Powierzchnia km² | Liczba miast na prawach powiatu | Liczba powiatów |
| --- | ------------------------ | -------------------- | ---------------- | ------------------------------- | --------------- |
| 1   | Oberfranken-Ost          | 4.415                | 60,40            | 0                               | 1               |
| 2   | Oberpfalz-Nord           | 501.298              | 5.303,00         | 2                               | 4               |
| 3   | Ratyzbona Regensburg     | 575.407              | 4.330,90         | 1                               | 3               |

Do regionu Oberfranken-Ost w Górnym Palatynacie należy jedna gmina z powiatu Tirschenreuth, natomiast reszta miast na prawach powiatu i powiatów wchodzi w skład rejencji Górnej Frankonii. Całkowita powierzchnia regionu wynosi 3 613,80 km², a zamieszkuje go łącznie 481 059 mieszkańców.
Do regionu Oberpfalz-Nord należy m.in. powiat Tirschenreuth z wyjątkiem jednej gminy, która należy do regionu Oberfranken-Ost. Całkowita powierzchnia regionu wynosi 5 363,40 km², a zamieszkuje go łącznie 505 713 mieszkańców.
Do regionu Ratyzbona oprócz jednego miasta na prawach powiatu oraz trzech powiatów należą cztery gminy wiejskie i jedna gmina miejska z powiatu Kelheim w regionie Landshut, w rejencji Dolna Bawaria. Całkowita powierzchnia regionu wynosi 5.202,79 km², a liczba mieszkańców wynosi 667 801.
Miasta na prawach powiatu:
| Lp. | Nazwa miasta            | Ludność (31.12.2010) | Powierzchnia km² |
| --- | ----------------------- | -------------------- | ---------------- |
| 1   | Amberg                  | 43.755               | 50,06            |
| 2   | Ratyzbona Regensburg    | 135.520              | 80,76            |
| 3   | Weiden in der Oberpfalz | 41.961               | 70,50            |

Powiaty ziemskie:
| Lp. | Nazwa powiatu             | Ludność (31.12.2010) | Powierzchnia km² | Liczba gmin |
| --- | ------------------------- | -------------------- | ---------------- | ----------- |
| 1   | Amberg-Sulzbach           | 105.180              | 1.255,00         | 27          |
| 2   | Cham                      | 128.322              | 1.509,96         | 39          |
| 3   | Neumarkt in der Oberpfalz | 127.769              | 1.344,23         | 19          |
| 4   | Neustadt an der Waldnaab  | 97.211               | 1.429,89         | 38          |
| 5   | Ratyzbona Regensburg      | 183.796              | 1.395,92         | 41          |
| 6   | Schwandorf                | 142.804              | 1.472,88         | 33          |
| 7   | Tirschenreuth             | 74.802               | 1.085,08         | 26          |